# 特霍林

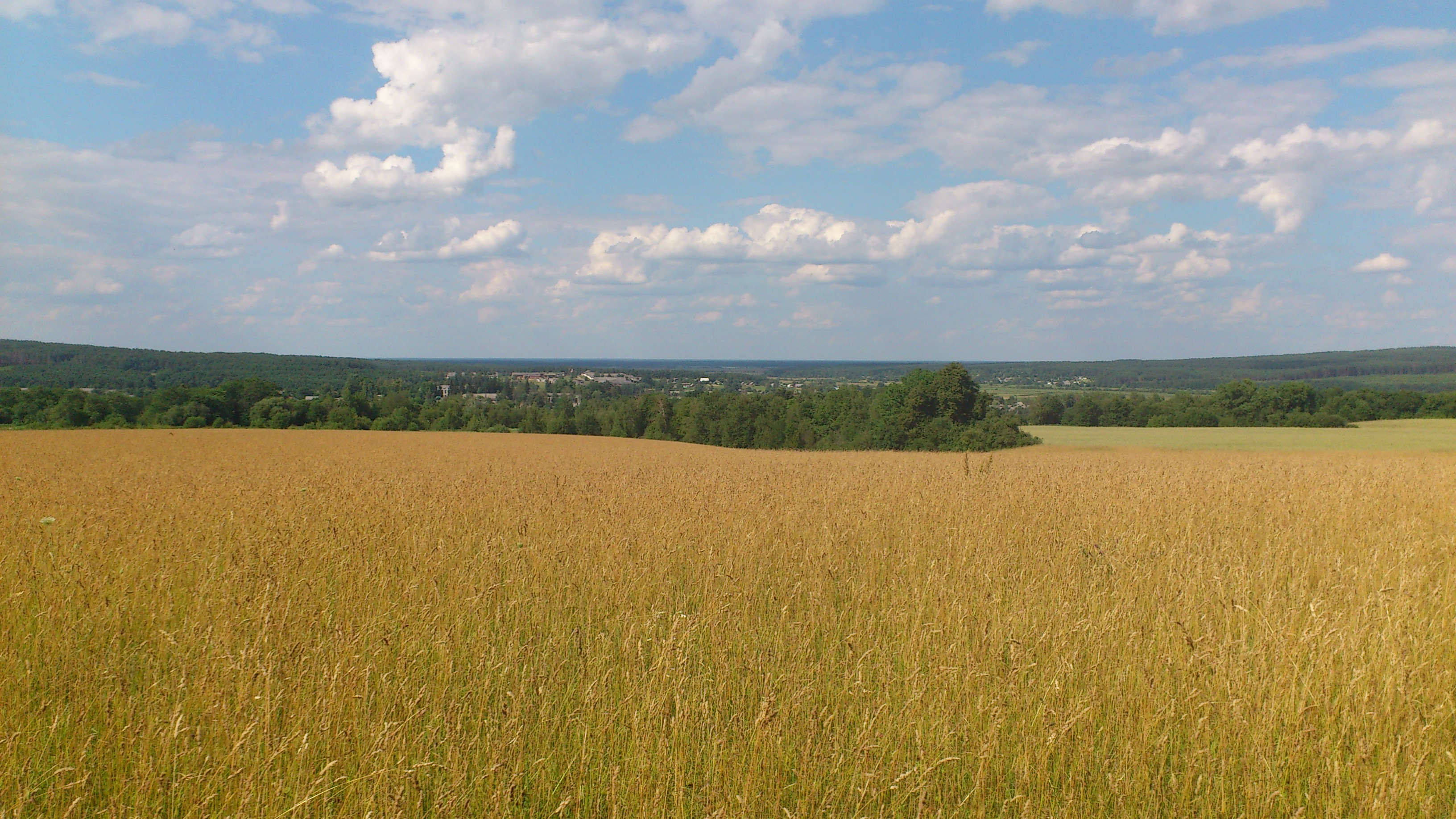

特霍林（烏克蘭語：Тхорин），是烏克蘭北部的村莊，隸屬日托米爾州的科羅斯滕區。該村始建於1545年，面積3.13平方公里，海拔高度280米，2001年人口1,277，人口密度每平方公里329.89人。
51°24′14″N 28°19′42″E / 51.40389°N 28.32833°E